# Gumós tuskógomba
A gumós tuskógomba (Armillaria lutea) a Physalacriaceae családba tartozó, Eurázsiában és Észak-Amerikában honos, lomberdőkben élő, nyersen nem ehető gombafaj.

## Megjelenése
A gumós tuskógomba kalapja 3-10 cm széles, fiatalon alakja domború, majd széles domborúvá, közel lapossá kiterül, a közepe bemélyedhet. Színe sárgás, sárgásbarna, rozsdabarna. Felülete közepén letörölhető, sötétebb, szálas pikkelyekkel díszített. Széle fiatalon begöngyölt, később hullámos. 
Húsa vékony, rugalmas; színe sárgásfehér, sérülésre nem változik. Szaga nem jellegzetes vagy édeskés, íze kissé fanyar.
Vékony lemezei a tönkre kissé lefutók. Színük krémszínűek, rozsdabarnán foltosodnak.
Tönkje 5-10 cm magas és 1-2,5 cm vastag. Alakja bunkószerű, töve megvastagodik. Sárgás vagy barnás színű, fehéres vagy sárgás gallérzónája (vagy néha kis gallérja) alatt felülete szálas, pikkelyes.
Spórapora fehér. Spórája ellipszoid, sima, mérete 7-8,5 x 5-6 µm. 

### Hasonló fajok
Hasonlít hozzá a fán növő, ehető gyűrűs tuskógomba, a hagymatönkű tuskógomba, a sötétpikkelyes tuskógomba, valamint a gallér nélküli csoportos tuskógomba.

## Elterjedése és termőhelye
Eurázsiában és Észak-Amerikában honos, Dél-Afrikába feltehetően behurcolták. Magyarországon gyakori. 
Lomberdőkben fordul elő egyesével vagy kisebb csoportokban, a talajban lévő fakorhadékot, szerves anyagot bontja. Esetenként meggyengült fák gyökerein élősködhet. Szeptembertől novemberig terem. 
A gumós tuskógomba föld alatti gombaszövedéke igen nagy területre kiterjedhet és hosszú ideig fennmaradhat. Az USA Michigan államában molekuláris biológiai módszerekkel kimutattak egy 75 hektáros területen elterjedt, a becslések szerint 400 tonnát nyomó és legalább 2500 éves gombát. Mutációs rátája eddig ismeretlen okból igen alacsony.   
Nyersen enyhén mérgező és gyomorpanaszokat okozhat ezért hosszú (legalább 20 perces) főzése és sütése javasolt. 

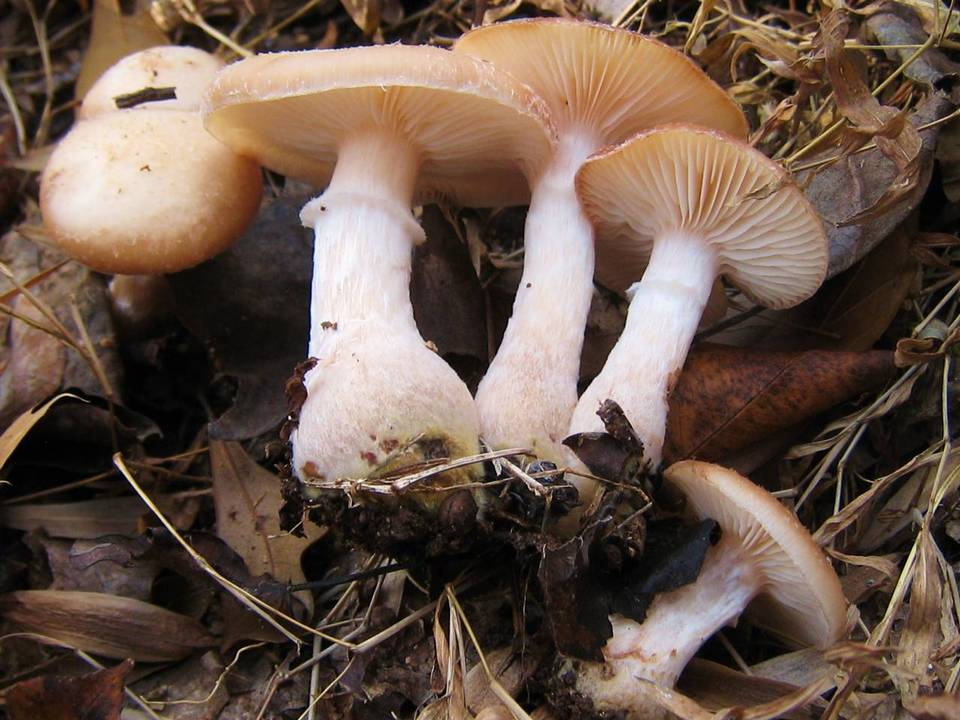
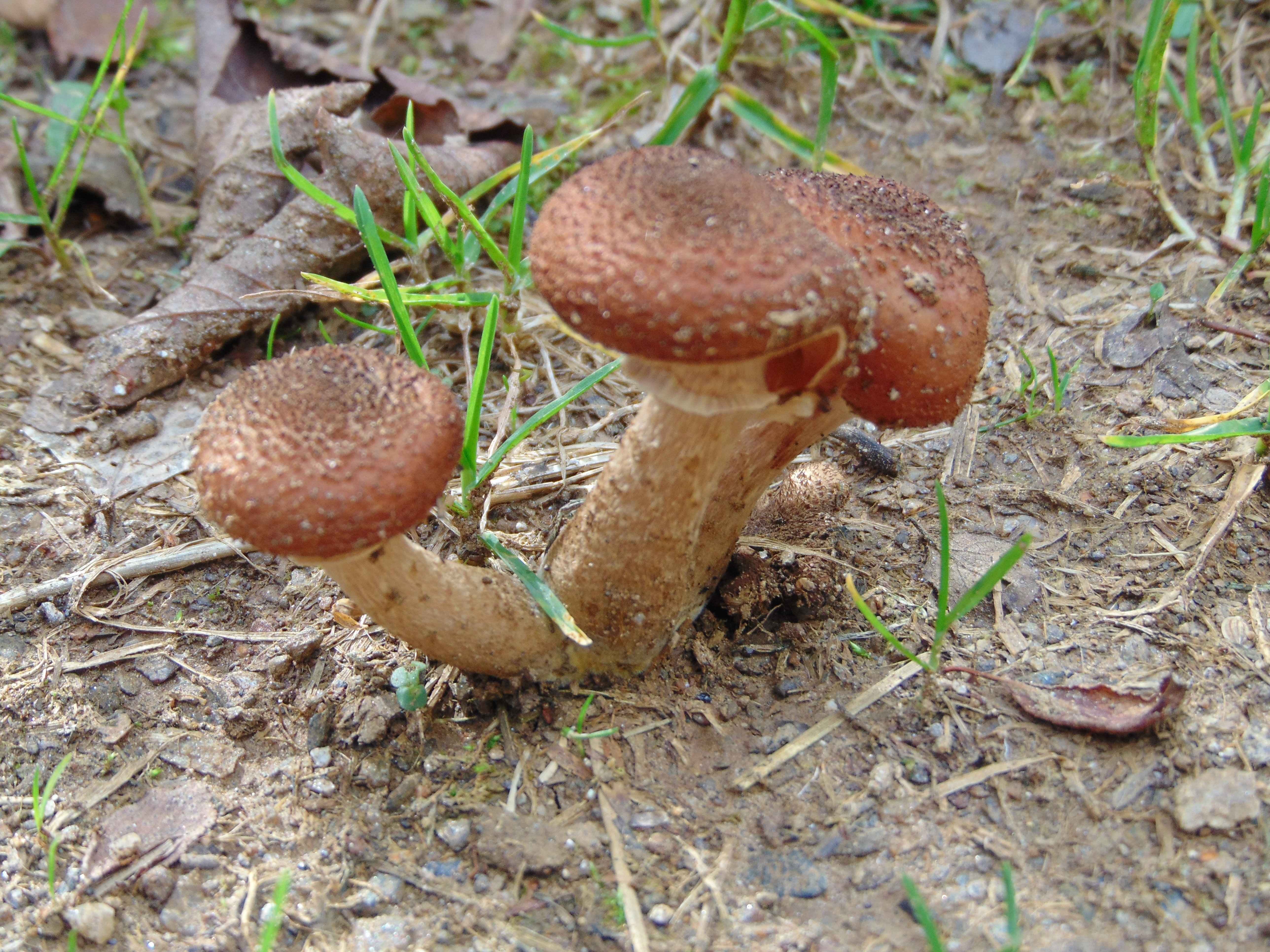
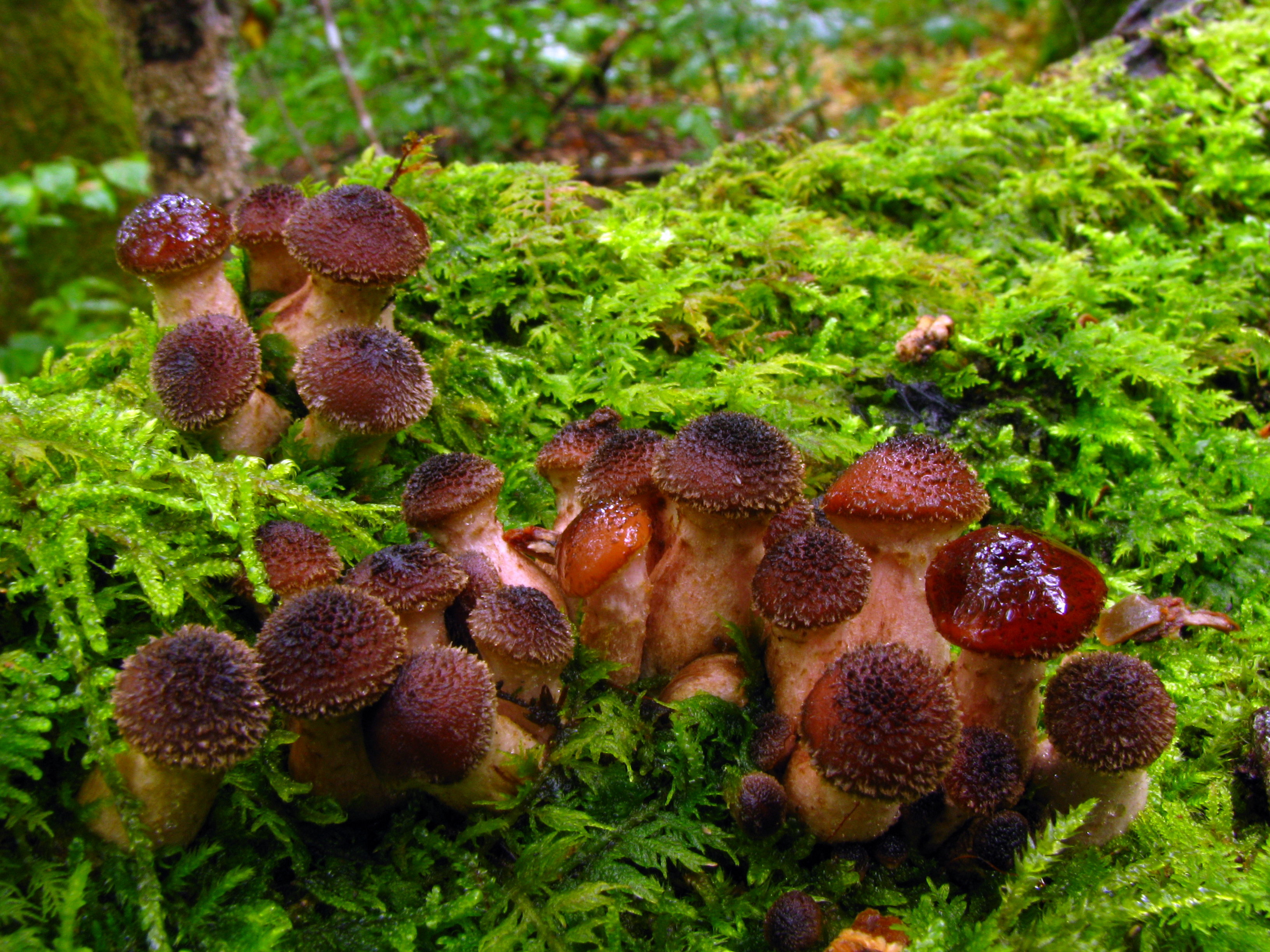
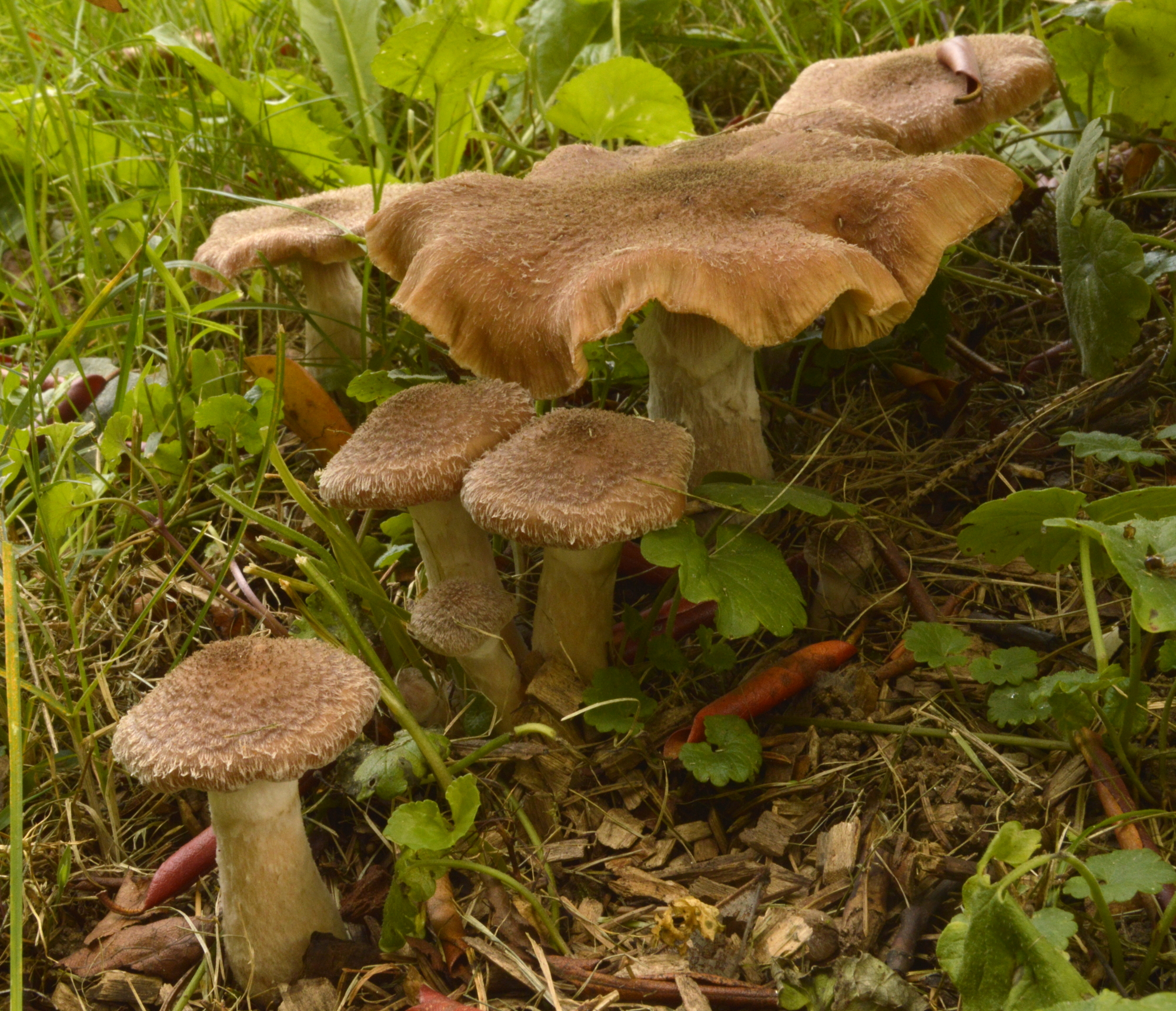
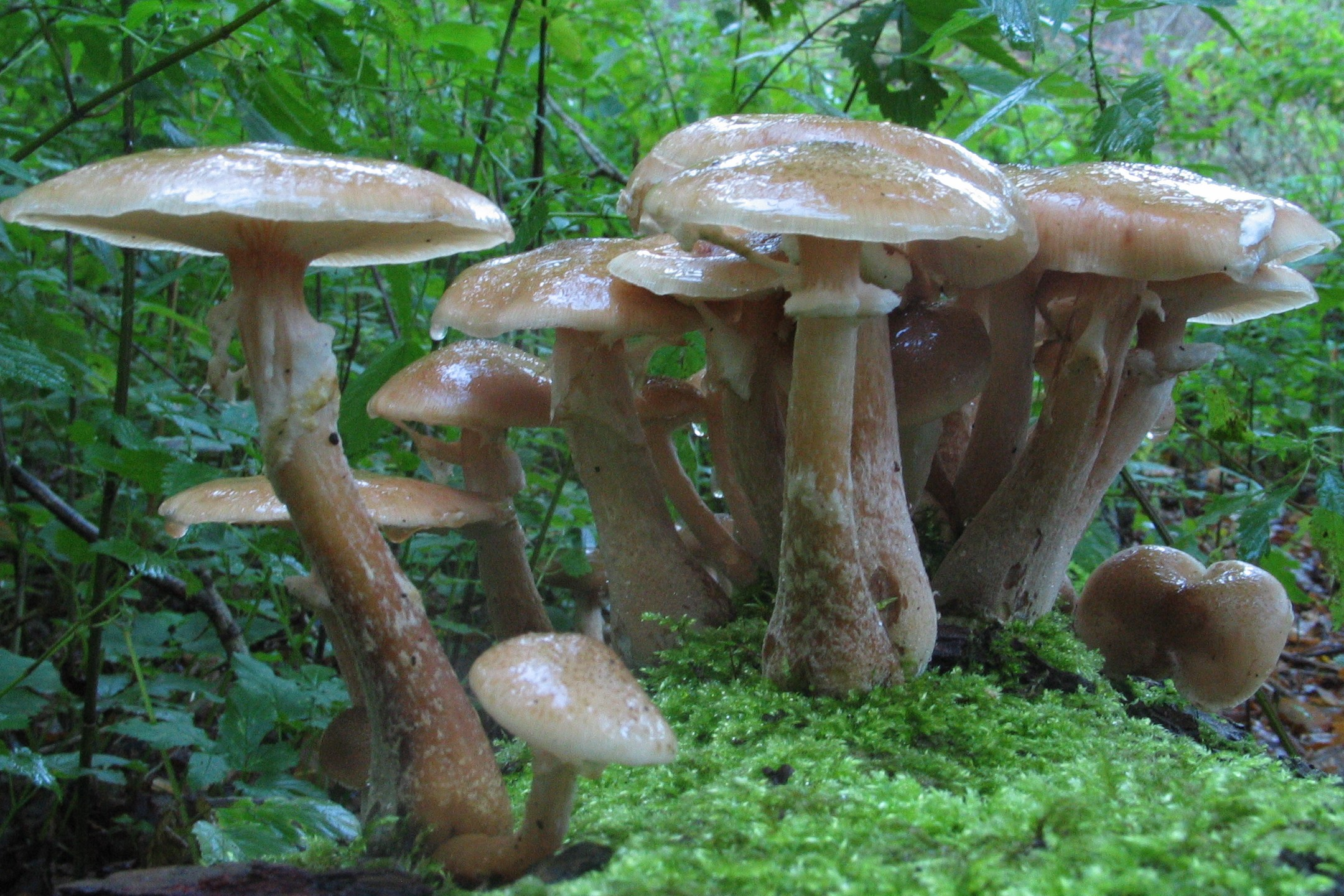